# Meneu
Meneu (gr. Μενεού) – część miasta Dromolaksia-Meneu w Republice Cypryjskiej, w dystrykcie Larnaka.